# Chamaeleo deremensis
Chamaeleo deremensis är en ödleart som beskrevs av  Matschie 1892. Chamaeleo deremensis ingår i släktet Chamaeleo och familjen kameleonter. Inga underarter finns listade i Catalogue of Life.